# Mistrovství světa superbiků 2022 – Assen
Mistrovství světa superbiků – Assen 2022 (oficiálně Motul Dutch Round)  byl druhým závodním víkendem sezony 2022 Mistrovství světa superbiků.

## Okruh
|               |                  |
| Název         | TT Circuit Assen |
| Délka         | 4.542 km         |
| Počet zatáček | 18               |

## Časový harmonogram
| Datum     | Start | Aktivita        |
| --------- | ----- | --------------- |
| 22. dubna | 10:30 | Volný trénink 1 |
| 22. dubna | 15:00 | Volný trénink 2 |
| 23. dubna | 9:00  | Volný trénink 3 |
| 23. dubna | 11:10 | Superpole       |
| 23. dubna | 14:00 | 1. závod        |
| 24. dubna | 9:00  | Warm-up         |
| 24. dubna | 11:00 | Superpole závod |
| 24. dubna | 15:15 | 2. závod        |

## Startovní Listina
| #  | Jezdec                | Tým                              | Motocykl               |
| -- | --------------------- | -------------------------------- | ---------------------- |
| 1  | Toprak Razgatlıoğlu   | Pata Yamaha with Brixx WorldSBK  | Yamaha YZF-R1          |
| 2  | Roberto Tamburini     | Yamaha Motoxracing WorldSBK Team | Yamaha YZF-R1          |
| 3  | Kohta Nozane          | GYTR GRT Yamaha WorldSBK Team    | Yamaha YZF-R1          |
| 5  | Philipp Öttl          | Team GoEleven                    | Ducati Panigale V4 R   |
| 7  | Iker Lecuona          | Team HRC                         | Honda CBR1000RR-R      |
| 16 | Gabriele Ruiu         | Bmax Racing                      | BMW M1000RR            |
| 19 | Álvaro Bautista       | Aruba.it Racing – Ducati         | Ducati Panigale V4 R   |
| 21 | Michael Ruben Rinaldi | Aruba.it Racing – Ducati         | Ducati Panigale V4 R   |
| 22 | Alex Lowes            | Kawasaki Racing Team WorldSBK    | Kawasaki Ninja ZX-10RR |
| 23 | Christophe Ponsson    | Gil Motor Sport–Yamaha           | Yamaha YZF-R1          |
| 29 | Luca Bernardi         | Barni Spark Racing Team          | Ducati Panigale V4 R   |
| 31 | Garrett Gerloff       | GYTR GRT Yamaha WorldSBK Team    | Yamaha YZF-R1          |
| 35 | Hafizh Syahrin        | MIE Racing Honda Team            | Honda CBR1000RR-R      |
| 36 | Leonardo Mercado      | MIE Racing Honda Team            | Honda CBR1000RR-R      |
| 44 | Lucas Mahias          | Kawasaki Puccetti Racing         | Kawasaki Ninja ZX-10RR |
| 45 | Scott Redding         | BMW Motorrad WorldSBK Team       | BMW 1000RR             |
| 47 | Axel Bassani          | Motocorsa Racing                 | Ducati Panigale V4 R   |
| 50 | Eugene Laverty        | Bonovo Action BMW                | BMW 1000RR             |
| 52 | Oliver König          | Orelac Racing VerdNatura         | Kawasaki Ninja ZX-10RR |
| 55 | Andrea Locatelli      | Pata Yamaha with Brixx WorldSBK  | Yamaha YZF-R1          |
| 60 | Michael van der Mark  | BMW Motorrad WorldSBK Team       | BMW 1000RR             |
| 65 | Jonathan Rea          | Kawasaki Racing Team WorldSBK    | Kawasaki Ninja ZX-10RR |
| 76 | Loris Baz             | Bonovo Action BMW                | BMW 1000RR             |
| 91 | Leon Haslam           | TPR Team Pedercini Racing        | Kawasaki Ninja ZX-10RR |
| 97 | Xavi Vierge           | Team HRC                         | Honda CBR1000RR-R      |

## Výsledky
| Pozice | Grid | Jezdec                | Ztráta             |
| ------ | ---- | --------------------- | ------------------ |
| 1      | 3    | Jonathan Rea          | 33:22.865          |
| 2      | 5    | Álvaro Bautista       | +0.103             |
| 3      | 1    | Toprak Razgatlıoğlu   | +1.014             |
| 4      | 4    | Andrea Locatelli      | +9.712             |
| 5      | 8    | Iker Lecuona          | +17.451            |
| 6      | 7    | Loris Baz             | +17.983            |
| 7      | 11   | Philipp Öttl          | +22.002            |
| 8      | 6    | Garrett Gerloff       | +24.545            |
| 9      | 13   | Scott Redding         | +25.118            |
| 10     | 9    | Axel Bassani          | +26.938            |
| 11     | 14   | Xavi Vierge           | +35.566            |
| 12     | 20   | Christophe Ponsson    | +41.901            |
| 13     | 15   | Michael van der Mark  | +41.967            |
| 14     | 22   | Roberto Tamburini     | +42.014            |
| 15     | 10   | Lucas Mahias          | +45.699            |
| 16     | 17   | Leon Haslam           | +45.882            |
| 17     | 16   | Kohta Nozane          | +45.972            |
| 18     | 24   | Luca Bernardi         | +47.975            |
| 19     | 19   | Leonardo Mercado      | +48.144            |
| 20     | 21   | Hafizh Syahrin        | +58.169            |
| 21     | 23   | Oliver König          | +1:12.087          |
| DNF    | 12   | Michael Ruben Rinaldi | Pád                |
| DNF    | 2    | Alex Lowes            | Technické problémy |
| DNF    | 18   | Gabriele Ruiu         | Technické problémy |

| Pozice | Grid | Jezdec                | Ztráta             |
| ------ | ---- | --------------------- | ------------------ |
| 1      | 3    | Jonathan Rea          | 14:10.648          |
| 2      | 1    | Toprak Razgatlıoğlu   | +0.267             |
| 3      | 5    | Álvaro Bautista       | +0.300             |
| 4      | 4    | Andrea Locatelli      | +6.959             |
| 5      | 8    | Iker Lecuona          | +11.997            |
| 6      | 7    | Loris Baz             | +12.953            |
| 7      | 6    | Garrett Gerloff       | +13.410            |
| 8      | 12   | Michael Ruben Rinaldi | +13.512            |
| 9      | 9    | Axel Bassani          | +13.567            |
| 10     | 11   | Philipp Öttl          | +13.871            |
| 11     | 13   | Scott Redding         | +14.239            |
| 12     | 14   | Xavi Vierge           | +16.491            |
| 13     | 10   | Lucas Mahias          | +16.800            |
| 14     | 16   | Kohta Nozane          | +18.989            |
| 15     | 15   | Michael van der Mark  | +20.625            |
| 16     | 22   | Roberto Tamburini     | +21.463            |
| 17     | 17   | Leon Haslam           | +23.762            |
| 18     | 19   | Leonardo Mercado      | +23.998            |
| 19     | 20   | Christophe Ponsson    | +24.207            |
| 20     | 24   | Luca Bernardi         | +25.949            |
| 21     | 18   | Gabriele Ruiu         | +33.209            |
| 22     | 21   | Hafizh Syahrin        | +33.519            |
| 23     | 23   | Oliver König          | +33.717            |
| DNF    | 2    | Alex Lowes            | Technické problémy |

| Pozice | Grid | Jezdec                | Ztráta             |
| ------ | ---- | --------------------- | ------------------ |
| 1      | 3    | Álvaro Bautista       | 33:20.602          |
| 2      | 4    | Andrea Locatelli      | +8.770             |
| 3      | 5    | Iker Lecuona          | +11.580            |
| 4      | 10   | Alex Lowes            | +13.329            |
| 5      | 13   | Scott Redding         | +14.672            |
| 6      | 9    | Axel Bassani          | +17.490            |
| 7      | 8    | Michael Ruben Rinaldi | +23.374            |
| 8      | 15   | Michael van der Mark  | +28.511            |
| 9      | 14   | Xavi Vierge           | +29.067            |
| 10     | 11   | Lucas Mahias          | +29.434            |
| 11     | 22   | Roberto Tamburini     | +36.810            |
| 12     | 20   | Christophe Ponsson    | +36.814            |
| 13     | 17   | Leon Haslam           | +37.000            |
| 14     | 24   | Luca Bernardi         | +38.862            |
| 15     | 19   | Leonardo Mercado      | +41.674            |
| 16     | 18   | Gabriele Ruiu         | +51.252            |
| 17     | 21   | Hafizh Syahrin        | +51.382            |
| 18     | 23   | Oliver König          | +1:10.088          |
| DNF    | 2    | Toprak Razgatlıoğlu   | Pád                |
| DNF    | 1    | Jonathan Rea          | Pád                |
| DNF    | 12   | Philipp Öttl          | Technické problémy |
| DNF    | 6    | Loris Baz             | Pád                |
| DNF    | 7    | Garrett Gerloff       | Technické problémy |
| DNF    | 16   | Kohta Nozane          | Pád                |